# 北海道道70号芦別美瑛線
北海道道70号芦別美瑛線（ほっかいどうどう70ごう あしべつびえいせん）は、北海道芦別市と空知郡上富良野町を結ぶ道道（主要地方道）である。

## 概要

### 路線データ

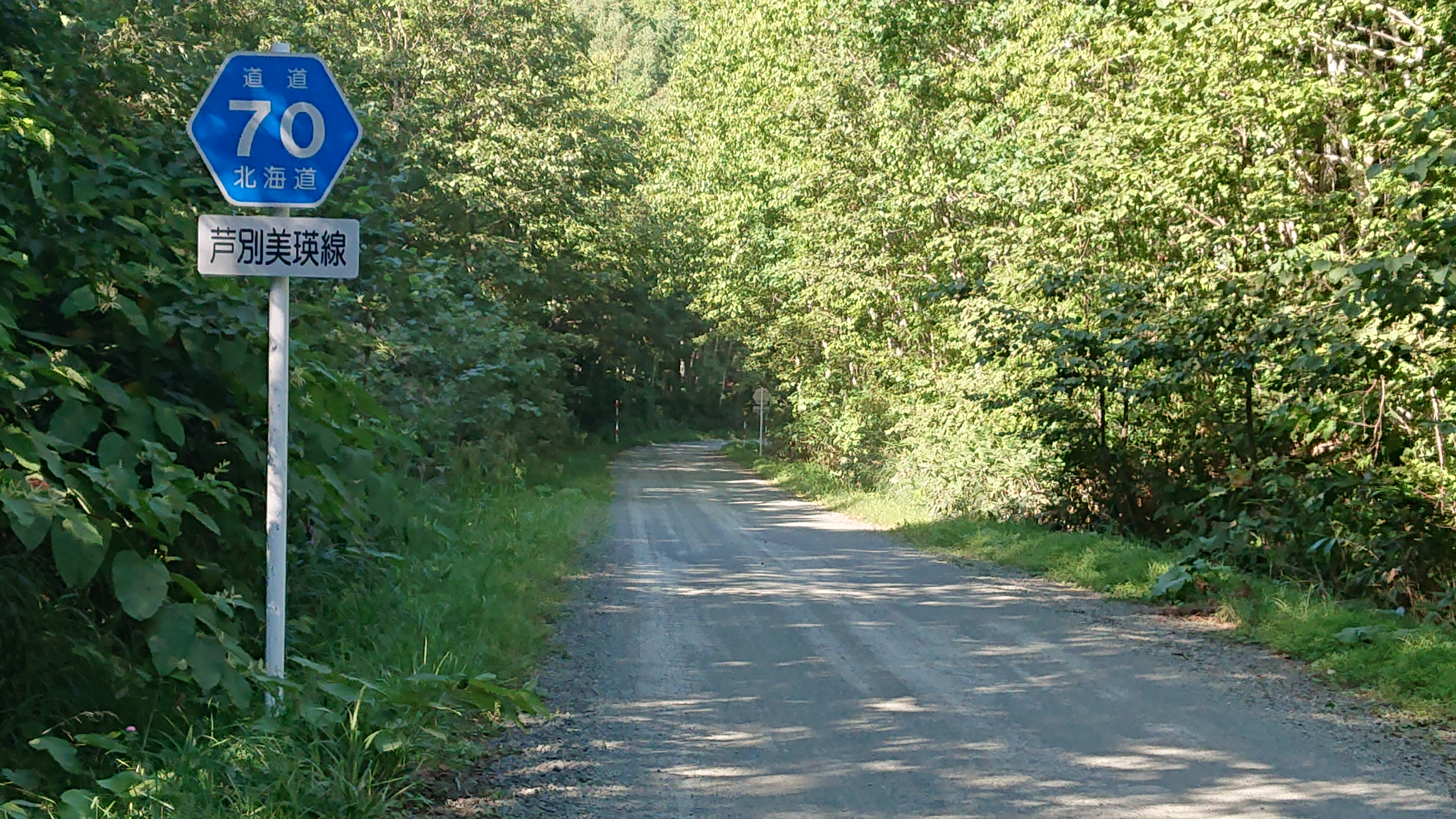
北海道道70号芦別美瑛線

- 起点：北海道芦別市野花南町（国道38号交点）
- 終点：北海道空知郡上富良野町津郷農場（国道237号交点）
- 総延長：27.419 km[1]
- 実延長：27.397 km[1]
- 重用延長：0.022 km[1]
- 未舗装延長：10.493 km[1]

## 歴史
- 1965年（昭和40年）3月26日 - 509号美瑛芦別線として路線認定[2]。
- 1976年（昭和51年）8月31日 - 路線名を芦別美瑛線に変更し、起点と終点を入れ替え[3]。
- 1993年（平成5年）5月11日 - 建設省から、道道芦別美瑛線が芦別美瑛線として主要地方道に指定される[4]。
- 1994年（平成6年）10月1日 - 路線番号を70号に変更[5]。

## 路線状況
芦別市野花南町と美瑛町字二股にある山中区間は13 kmあまりにわたり未舗装一車線区間となっており、この区間は冬季通行止となる。

### 重複区間
- 北海道道581号留辺蘂上富良野線：美瑛町字二股 - 美瑛町字瑠辺蘂
- 北海道道580号美馬牛神楽線：美瑛町字瑠辺蘂 - 上富良野町津郷農場

### 道路施設
主な橋梁
- 新共栄橋（空知川）=（新道）芦別市野花南町
- フラヌイ大橋（カジ行の沢川 = 美瑛川支流）= 美瑛町字二股

## 地理

### 通過する自治体
- 空知総合振興局
  - 芦別市
- 上川総合振興局
  - 上川郡美瑛町
  - 空知郡上富良野町

### 交差する道路
芦別市
- 国道38号 - 野花南町（起点）
- 北海道道978号野花南芦別線 - 野花南町

美瑛町
- 北海道道581号留辺蘂上富良野線 - 二股
- 北海道道580号美馬牛神楽線 - 瑠辺蘂

上富良野町
- 国道237号 - 津郷農場（終点）